# میکل امانتگویی
میکل امانتگویی (انگلیسی: Mikel Amantegui؛ زادهٔ ۳ مهٔ ۱۹۷۹) بازیکن فوتبال اهل اسپانیا است.
از باشگاه‌هایی که او در آن بازی کرده‌، می‌توان به باشگاه فوتبال سابادل، باشگاه فوتبال ژیرونا و باشگاه فوتبال آلباسته بالومپیه اشاره کرد.